# Antón Riájov
Anton Petrovich Riajov –en ruso, Антон Петрович Ряхов– (Tashkent, URSS, 29 de mayo de 1980) es un deportista ruso que compite para Uzbekistán en piragüismo en la modalidad de aguas tranquilas.
Ha ganado nueve medallas en el Campeonato Mundial de Piragüismo entre los años 2001 y 2011, y cuatro medallas en el Campeonato Europeo de Piragüismo entre los años 2006 y 2013. En los Juegos Europeos de Bakú 2015 consiguió una medalla de plata en la prueba de K4 1000 m. 

## Palmarés internacional
| Representando a Uzbekistán |                              |                   |             |
| Campeonato Mundial         |                              |                   |             |
| Año                        | Lugar                        | Medalla           | Competición |
| 2001                       | Poznań (Polonia)             | Medalla de plata  | K1 500 m    |
| 2001                       | Poznań (Polonia)             | Medalla de bronce | K1 200 m    |
| 2002                       | Sevilla (España)             | Medalla de plata  | K1 200 m    |
| 2002                       | Sevilla (España)             | Medalla de bronce | K1 500 m    |
| 2003                       | Gainesville (Estados Unidos) | Medalla de bronce | K1 200 m    |
| Representando a Rusia      |                              |                   |             |
| Campeonato Mundial         |                              |                   |             |
| Año                        | Lugar                        | Medalla           | Competición |
| 2005                       | Zagreb (Croacia)             | Medalla de bronce | K1 200 m    |
| 2006                       | Szeged (Hungría)             | Medalla de plata  | K1 500 m    |
| 2010                       | Poznań (Polonia)             | Medalla de bronce | K2 1000 m   |
| 2011                       | Szeged (Hungría)             | Medalla de bronce | K4 1000 m   |
| Juegos Europeos            |                              |                   |             |
| Año                        | Lugar                        | Medalla           | Competición |
| 2015                       | Bakú (Azerbaiyán)            | Medalla de plata  | K4 1000 m   |
| Campeonato Europeo         |                              |                   |             |
| Año                        | Lugar                        | Medalla           | Competición |
| 2006                       | Račice (República Checa)     | Medalla de plata  | K1 500 m    |
| 2008                       | Milán (Italia)               | Medalla de bronce | K1 500 m    |
| 2009                       | Brandeburgo (Alemania)       | Medalla de bronce | K1 500 m    |
| 2013                       | Montemor-o-Velho (Portugal)  | Medalla de plata  | K2 1000 m   |